# Шахматовы
Шахматовы — старинный русский дворянский род.

Происхождение рода Шахматовых историками XX в. не удается установить точно. Предполагается, что Шахматовы не имели отношения к роду татарских князей Шихматовых или Шахматовых, потом Ширинских-Шихматовых, и не отличались ни знатностью происхождения, ни высоким служебным положением, в следствии этого и не попали в большинство генеалогических сборников.

По оценкам историков в XVII в. известно несколько ветвей Шахматовых, родственные связи которых не ясны:

### Связанные статьи
- Кашинская ветвь,
- Козловская ветвь,
- Костромская ветвь,
- Можайская ветвь,
- Переяславль-Залесская ветвь,
- Саратовская (Курмышская) ветвь,
- Тамбовская ветвь.

Из них лишь члены Переяславль-Залесской ветви достигают придворного чина «постельного истопника», который держится в их семье в течение всего XVII в. и в XVIII в. заменяется званием камер-лакея.
Остальные Шахматовы — провинциальные дети боярские.
Один из родов Шахматовых, вероятно Костромской ветви,
записан в VI часть родословной книги Костромской губернии.
Описание герба:
— В золотом щите шахматный пояс в четыре ряда, чёрный с серебром. 

Щит увенчан дворянским коронованным шлемом. 

— Нашлемник: 

два золотых орлиных крыла, на каждом шахматный пояс чёрный с серебром в четыре ряда.

Намёт: справа чёрный с золотом, слева — чёрный с серебром.
Но на начало XXI века историко-генеалогическую ценность представляют из себя материалы собранные поколениями представителей Саратовской (Курмышской) ветви, оригиналы которых хранятся в государственных архивах Саратова, Москвы и Санкт-Петербурга современной России. Усилиями потомков и историков четко выверены родственные связи поколении рода с начала XVII века — от Шахматова Федора Ивановича, до зравствующих по настоящее время.